# M/S Kajsa-Stina
Kajsa-Stina, färja 298, är en av Trafikverket Färjerederiets färjor. Den går på Fårösundsleden. Hon byggdes 1976 för Statens vägverk, Stockholm. 